# Zanka
Zanka (* 23. April 1990 in Kopenhagen; bürgerlich Mathias Jattah-Njie Jørgensen) ist ein dänisch-gambischer Fußballspieler. Der Abwehrspieler steht seit Januar 2024 bei LA Galaxy unter Vertrag und ist ehemaliger dänischer Nationalspieler.

## Karriere

### Verein
Zanka, Sohn einer Dänin und eines Gambiers, begann im Alter von vier Jahren bei B.93 Kopenhagen mit dem Fußballspielen und durchlief sämtliche Jugendmannschaften des Vereins. Ende 2006 gelang ihm 16-jährig der Sprung in die erste Mannschaft von B.93.
Im Sommer des Jahres 2007 wechselte er zum dänischen Meister FC Kopenhagen und machte im September 2007 am 11. Spieltag der dänischen Liga gegen Lyngby BK als eingewechselter Spieler sein erstes Spiel im Profibereich. Am 16. März 2008 erzielte Zanka am 19. Spieltag beim 4:1-Sieg im Auswärtsspiel gegen Lyngby BK mit dem Tor zum 3:1 sein erstes Tor im Profifußball. Er kam in der Saison 2007/08 zu zwei Einsätzen im UEFA-Pokal, aus dem der FC Kopenhagen nach der Gruppenphase ausschied, und zu 13 Einsätzen und einem Tor im Punktspielbetrieb. In der Saison 2008/09 gewann Zanka mit der Mannschaft das Double und in den Spielzeiten 2009/10 und 2010/11 erneut den Meistertitel. In der Champions League 2010/11 erreichte er mit dem FC Kopenhagen als erste dänische Mannschaft das Achtelfinale und schied dort gegen den FC Chelsea aus. In der Spielzeit 2011/12 schied Zanka mit dem FC Kopenhagen in den Play-offs der Champions League gegen Viktoria Pilsen aus. Nach dem achten Liga-Spieltag fiel er nach einer Knieoperation aus. Am 22. April 2012 gab Zanka beim 2:1-Sieg am 27. Spieltag im Spiel gegen den AC Horsens sein Comeback. Er belegte am Saisonende mit dem FC Kopenhagen den zweiten Tabellenplatz und gewann den Pokal.
Im Sommer 2012 wechselte Zanka in die niederländische Eredivisie zur PSV Eindhoven. Am 18. August 2012 gab er beim 5:0-Sieg am zweiten Spieltag gegen Roda JC Kerkrade sein Debüt für die PSV. Er kam zu jeweils einem Einsatz im KNVB-Beker und in der Europa League. In der Eredivisie kam er zu lediglich fünf Einsätzen. Die PSV Eindhoven wurde am Ende der Saison Vize-Meister und hatte das Pokalfinale verloren. Des Weiteren kam Zanka zu 16 Einsätzen für die Reservemannschaft. In der Saison 2013/14 kam er für die Profimannschaft in der Europa League und in der Liga zu insgesamt 13 Einsätzen. In der Europa League schied die PSV nach der Gruppenphase aus und in der Liga belegte der Verein den vierten Platz.
Zur Saison 2014/15 kehrte Zanka zum FC Kopenhagen zurück. Er schied mit der Mannschaft in den Play-offs der Champions League gegen Bayer 04 Leverkusen aus, wobei er im Hinspiel ein Tor erzielte. In der UEFA Europa League kam er zu fünf Einsätzen und schied nach der Gruppenphase aus. In der Liga kam Zanka auf 29 Einsätze und ein Tor; zum Saisonende wurde der FC Kopenhagen Vize-Meister und dänischer Pokalsieger. In den Saisons 2015/16 und 2016/17 gewann er mit dem FC Kopenhagen erneut das Double aus Meisterschaft und Pokalsieg.
Im Juli 2017 wechselte Zanka in die Premier League zum Aufsteiger Huddersfield Town und unterschrieb einen bis 2020 laufenden Vertrag. Am 12. August 2017 gab er beim 3:0-Sieg im Auswärtsspiel gegen Crystal Palace F.C. sein Debüt und bereitete den Treffer zum 1:0 vor. Nachdem Abstieg 2019 mit der Huddersfield Town in die zweitklassige Football League Championship wechselte er im August 2019 mit 29 Jahren zum türkischen Erstligisten Fenerbahçe Istanbul. Für die Türken stand der Däne in 16 von 17 Hinrundenspielen auf dem Feld und konnte zwei Tore erzielen. Ende Januar 2020 wechselte der Verteidiger bis Saisonende auf Leihbasis in die deutsche Bundesliga zu Fortuna Düsseldorf. Danach kehrte er temporär zum Fenerbahçe zurück und bestritt im September 2020 zwei Ligaspiele. Im Folgemonat wurde er bis zum Saisonende 2020/21 zurück in seine Heimat an den FC Kopenhagen verliehen.
Im September 2021 wurde bekannt, dass der Vertrag von Zanka im beiderseitigen Einverständnis mit dem Fenerbahçe aufgelöst wurde. Nach der Vertragsauflösung kehrte er im gleichen Monat in die englische Premier League zurück, diesmal wechselte er für die Saison 2021/22 zum Erstliga-Aufsteiger FC Brentford.
In der Saison 2021/22 bestritt er 8 von 35 möglichen Ligaspielen für Brentfort, in denen er ein Tor schoss, sowie ein Spiel in Ligapokal. In der nächsten Saison waren es 18 von 38 möglichen Ligaspielen und zwei Spiele im Ligapokal. In der Saison 2023/24 kam er zu 14 von 38 möglichen Ligaspielen, diesmal wieder mit einem Tor, sowie je zwei Spielen im Pokal und Ligapokal.
Mitte August 2024 wechselte er zum belgischen Erstdivisionär RSC Anderlecht, bei dem er einen Vertrag bis zum Ende der laufenden Saison unterschrieb. Bereits ein halbes Jahr später wurden sich seine Dienste aber vom US-amerikanischen MLS-Franchise LA Galaxy gesichert, für welches er aktuell aktiv ist.

### Nationalmannschaft
Zanka spielte bis zur U21 für die dänischen Nachwuchsnationalmannschaften. Am 19. November 2008 gab er bei der 0:1-Niederlage gegen Wales sein Debüt für die A-Nationalmannschaft. Er wurde in der 60. Minute für Per Krøldrup eingewechselt. Am 14. Mai 2018 wurde Zanka von Trainer Åge Hareide in den vorläufigen Kader der dänischen A-Nationalmannschaft für die Weltmeisterschaft 2018 in Russland nominiert. Im Achtelfinale erzielte er mit dem Treffer zum 1:0 in der ersten Spielminute gegen Kroatien sein erstes Länderspieltor. Die Mannschaft schied später nach dem Elfmeterschießen aus. Im Herbst 2019 konnte sich Zanka mit der Mannschaft für die EM 2021 qualifizieren und wurde auch dafür in den dänischen Kader berufen. Im Europameisterschaftsendturnier 2021 erreichte er mit der Mannschaft das Halbfinale ohne eigenem Länderspieleinsatz. Davor trug er in der UEFA Nations League 2020/21 mehrheitlich als Ersatzspieler zum Klassenerhalt in der höchsten Liga A in einer Gruppe mit Belgien und England bei.
Für die WM 2022, bei der die Dänen nach der Vorrunde ausschieden, wurde er nicht nominiert. In der Qualifikation für die EM 2024 wurde er in einem der zehn Spiele eingesetzt. Die Dänen qualifizierten sich als Gruppensieger für die Endrunde, für die er nachträglich nominiert wurde. Im Turnier selbst kam er zu keinem Einsatz. Das Testspiel im Vorfeld des Turniers, ein 2:1-Sieg am 5. Juni 2024 gegen Schweden, war sein 37. und letztes Länderspiel. Am 10. Oktober 2024 trat Zanka schließlich aus der dänischen Nationalelf zurück.

## Erfolge und Auszeichnungen
- FC Kopenhagen
  - Mannschaft
    - 5 × Dänischer Meister: 2009, 2010, 2011, 2016, 2017
    - 5 × Dänischer Pokalsieger: 2009, 2012, 2015, 2016, 2017

  - Individuell
    - U19-Talent des Jahres (DBU): 2008[19]
    - Spieler der Saison des FC Kopenhagens (Fan-Wahl): 2016/17[20]

- Dänische Nationalmannschaft
  - Aufstieg in die Liga A der UEFA Nations League: 2018/19